# Czernidłówka żółtawa

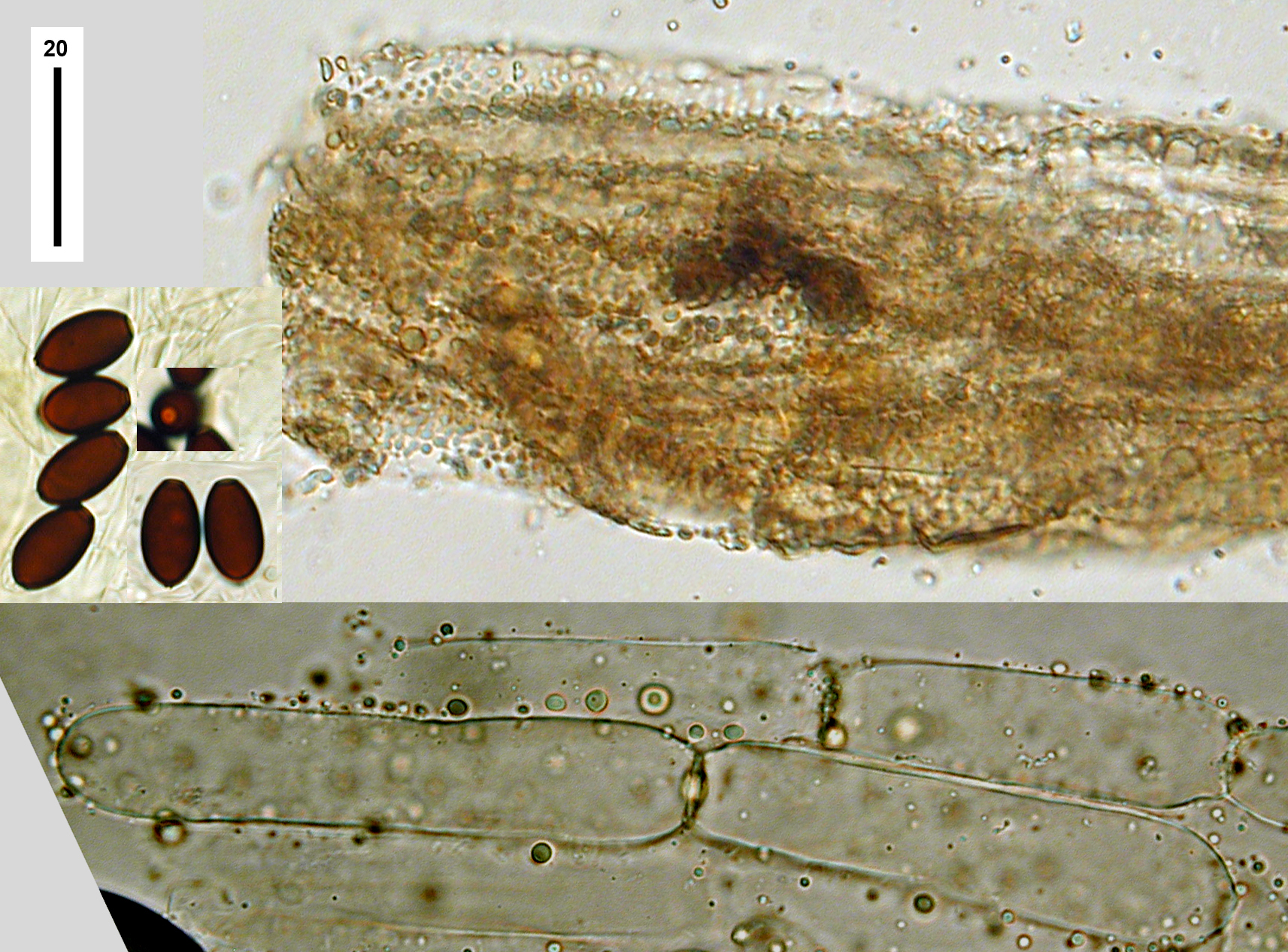

Czernidłówka żółtawa (Coprinopsis ochraceolanata (Bas) Redhead, Vilgalys & Moncalvo) – gatunek grzybów należący do rodziny kruchaweczkowatych (Psathyrellaceae).

## Systematyka
Pozycja w klasyfikacji według Index Fungorum: Coprinopsis, Psathyrellaceae, Agaricales, Agaricomycetidae, Agaricomycetes, Agaricomycotina, Basidiomycota, Fungi.
Po raz pierwszy opisał go w 1993 r. Cornelis Bas, nadając mu nazwę Coprinus ochraceolanatus. Badania z zakresu filogenetyki molekularnej wykazały, że rodzaj Coprinus nie był taksonem monofiletycznym i należy go rozbić na rodzaje. W 2017 r. Scott Alan Redhead, Rytas J. Vilgalys i Jean-Marc Moncalvo przenieśli Coprinus ochraceolanulatus do rodzaju Coprinopsis. W 2025 r. Komisja ds. Polskiego Nazewnictwa Grzybów przy Polskim Towarzystwie Mykologicznym zarekomendowała dla tego gatunku polską nazwę „czernidłówka żółtawa”.

## Morfologia
Kapelusz
Przed rozwarciem się o wymiarach do 30 × 20 mm, po rozpostarciu o średnicy do 50 mm, kształt jajowaty, ze ściętym wierzchołkiem i nieregularnym, nieco klapowanym brzegiem. Powierzchnia jasnoszara, pokryta długimi, cienkimi, włóknistymi, ochrowymi lub łososiowymi resztkami osłony, na środku tworzącymi cienką plamę. Brzeg nieco ciemniejszy w pobliżu wierzchołka, głęboko i gęsto rowkowany, traci kontakt z trzonem już na wczesnym etapie.
Blaszki
L = 36 – 41, l = 1 – 3 (-5), gęste, wolne, dość wąskie (do 4 mm szerokości), w młodych owocnikach ciemnobrązowe, w starszych ciemnobrązowe i ciemno szarawofioletowobrązowe. Ostrza cienkie, bladoochrowe, strzępiaste, pokryte pleurocystydami widocznymi przez lupę ręczną.
Trzon
Wysokość do 80 mm, grubość do 5,5 mm, zwężający się ku górze, pusty, u niektórych okazów cienki, u nasady ze strzępkami grzybni o długości do 12 mm. Powierzchnia nieco szarobiała, gęsto włóknista, z ochrowym odcieniem wskutek pokrywających ją głębokich, ochrowożółtych włókien, w pobliżu podstawa czasami z kilkoma niekompletnymi, bladoochrowymi, łuszczącymi się pasami lub wieloma małymi łuskami tego samego koloru.
Miąższ
W środku kapelusza czekoladowobrązowy, u nasady trzonu nieco bardziej szarawofioletowobrązowy, wewnątrz trzonu jaśniejszy. Zapach słaby, lekko grzybowy. Smak podobny z lekko gorzkawym, nieprzyjemnym posmakiem.

## Występowanie i siedlisko
Podano stanowiska Coprinopsis ochraceolanata głównie w niektórych krajach Europy, poza nią pojedyncze w Afryce i na Nowej Zelandii. W Polsce jego stanowisko podali B. Gierczyk i inni w 2011 roku.
Saprotrof. Występuje w starych lasach liściastych, na piaszczystej glinie z dużą ilością próchnicy i ściółki leśnej. Owocniki w grupach na wiórach drzewnych i w pobliżu starych pni drzew.